# Isopogon trilobus
Isopogon trilobus (лат.) — кустарник, вид рода Изопогон (Isopogon) семейства Протейные (Proteaceae), эндемик южного побережья Западной Австралии. Кустарник с клиновидными листьями, шаровидными или бочкообразными цветочными головками от кремовых до жёлтых цветков.

## Ботаническое описание

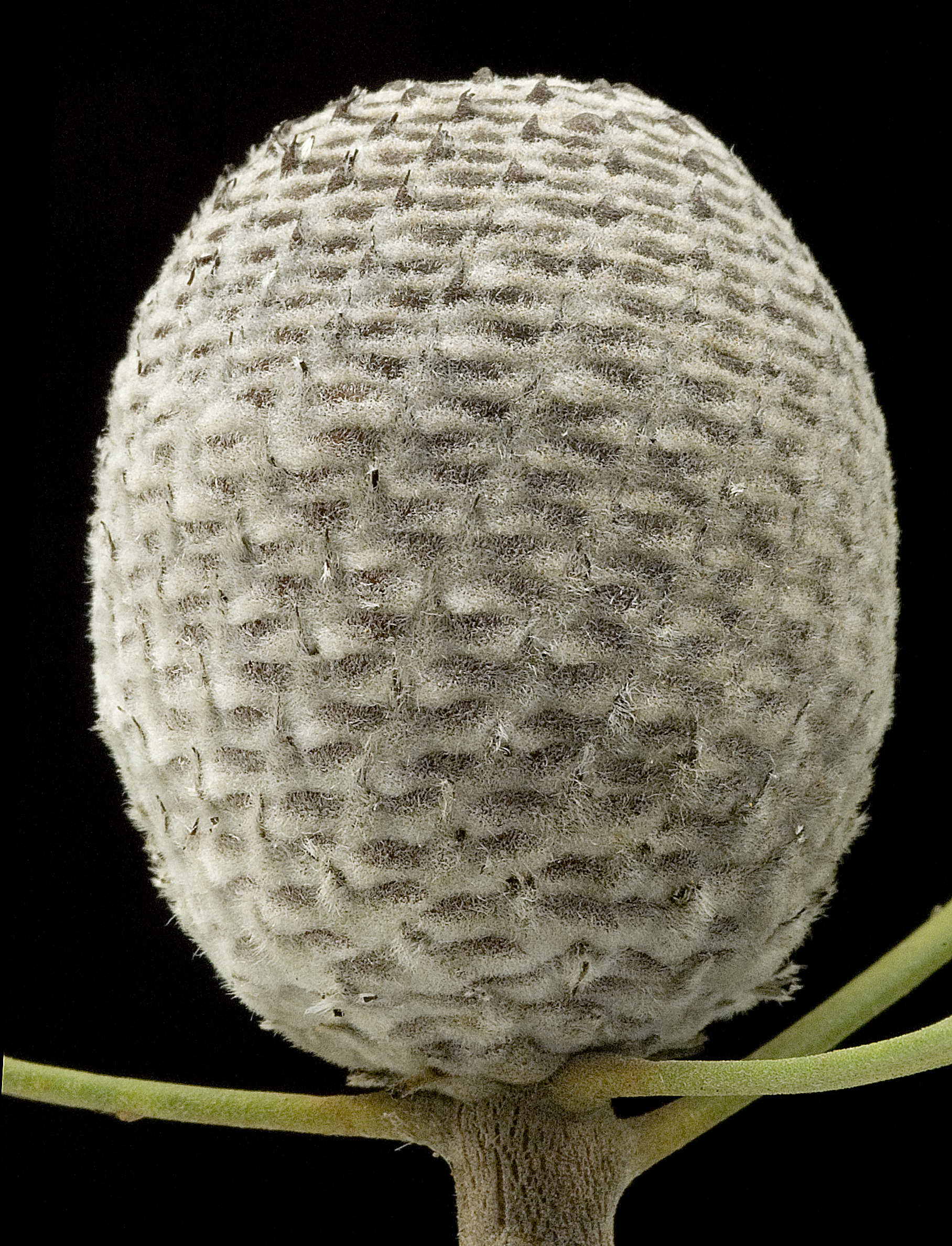
Плод

Isopogon trilobus — кустарник высотой до 2 м. Молодые стебли от бледного до красновато-коричневого цвета, сначала покрыты небольшими тонкими волосками, со возрастом становятся гладкими. Листья имеют длину 40-70 мм и имеют от трёх до девяти зубчиков или от трёх до пяти лопастей с острым кончиком. Цветки расположены на концах веточек в сидячих, овальных, сферических или бочкообразных цветочных головках шириной 25-30 мм с волосистыми, широко яйцевидными обволакивающими прицветниками у основания. Цветки шелковисто-пушистые, от кремового до жёлтого цвета, длиной 8-10 мм. Цветение происходит с сентября по декабрь. Плод представляет собой опушённый орех овальной формы, сросшийся с другими в бочкообразную плодовую головку диаметром около 28 мм.

## Таксономия
Isopogon trilobus был впервые официально описан в 1810 году ботаником Робертом Броуном в «Трудах Линнеевского общества». Isopogon tripartitus R.Br., описанный Броуном в 1830 году в Дополнении к его Prodromus Florae Novae Hollandiae et Insulae Van Diemen, теперь считается синонимом более старого названия. Видовое название — от латинского tri- «три» и lobus «лепесток» и относится к листьям, таким образом, tripartitus означает «разделённый на три части».

## Распространение и местообитание
Эндемик Западной Австралии. Встречается от хребта Стерлинг на восток до залива Израэлит вдоль южного побережья Западной Австралии, где он растёт на песчаных равнинах, дюнах или скалистых обнажениях, на песчаных почвах, иногда над латеритом, в пустошах или кустарниковых сообществах.

## Биология
Пчела Hylaeus sanguinipictus из семейства Коллетид и пчела Lasioglossum cesium семейства Галиктид были зарегистрированы в посещении цветочных головок Isopogon trilobus.

## Охранный статус
Международный союз охраны природы классифицирует природоохранный статус вида как «близкий к уязвимому положению».

## Культивирование
I. trilobus чувствителен к патогену Phytophthora cinnamomi. Вид требует хорошего дренажа и солнечного света. Скорее всего, он не переносит влажный климат. Прививка на восточные виды, такие как I. anethifolius или I. dawsonii, может сделать его более устойчивым к более широкому климатическому диапазону. Плотная крона и крупные плоды придают ему декоративную садовую ценность.